# Protocalliphora spenceri
Protocalliphora spenceri är en tvåvingeart som beskrevs av Sabrosky, Bennett och Whitworth 1989. Protocalliphora spenceri ingår i släktet Protocalliphora och familjen spyflugor.
Artens utbredningsområde är British Columbia. Inga underarter finns listade i Catalogue of Life.